# Roddy White
Sharod Lamor „Roddy“ White (* 2. November 1981 in Charleston, South Carolina, Vereinigte Staaten) ist ein ehemaliger American-Football-Spieler auf der Position des Wide Receivers. Er spielte in seiner gesamten Karriere für die Atlanta Falcons.

## Highschool
White ging in Charleston (South Carolina) zur Highschool. Hier spielte er neben American Football noch Baseball, Fußball und Wrestling.

## College
Mit dem College-Football-Team der University of Alabama at Birmingham schaffte er zwischen 2001 und 2004 163 gefangene Pässe für 1.452 Yards. Außerdem gelangen ihm 26 Touchdowns.

## NFL
Roddy White wurde im NFL Draft 2005 in der ersten Runde als 27 Spieler von den Atlanta Falcons ausgewählt. Bereits am vierten Spieltag der NFL-Saison 2005 war er als dritter Wide Receiver gesetzt. Am 15. Spieltag gegen die Tampa Bay Buccaneers erzielte er 107 Yards nach gefangenen Bällen in einem Spiel, welches der zweitbeste Wert in dieser Saison durch einen Rookie war.
2008 war er der viertbeste Passempfänger nach Yards in der NFL. Er wurde daher für den Pro Bowl nominiert. Am 11. Oktober stellte er einen Rekord für das Atlanta Falcons Franchise auf. Er erzielte 210 Yards in einem Spiel gegen die San Francisco 49ers. In dieser Saison stellte er auch seine Karriere Bestmarke von 11 Touchdowns in einer Saison auf. 2009, 2010 und 2011 wurde er erneut für den Pro Bowl nominiert.
Am 16. November 2014 erreichte er die 10.000 Yard-Marke. Am 2. März 2016 wurde White von den Falcons entlassen.
Im Juni 2019 gaben die Atlanta Falcons die Aufnahme von Wide Receiver Roddy White in den Falcons Ring of Honor bekannt. White verbrachte alle elf Saisons in der NFL bei den Falcons und stellte dabei Franchiserekorde für gefangene Pässe (808), Yards (10.863) und Touchdowns (63) auf. Die Aufnahme des vierfachen Pro Bowlers und All-Pros erfolgte am 8. Dezember 2019 in der Halbzeitpause des Spiels gegen die Carolina Panthers.

## Privates
Roddy White ist Vater von 3 Kindern und lebt in Duluth, Minnesota.